# Seznam dílů seriálu Inspektor Frost
Toto je seznam dílů seriálu Inspektor Frost.

## Přehled řad
| Řada | Díly | Premiéra ve VB    | Premiéra ve VB    | Premiéra v ČR | Premiéra v ČR |
| Řada | Díly | První díl         | Poslední díl      | První díl     | Poslední díl  |
| ---- | ---- | ----------------- | ----------------- | ------------- | ------------- |
| 1    | 3    | 6. prosince 1992  | 20. prosince 1992 |               |               |
| 2    | 4    | 9. ledna 1994     | 30. ledna 1994    |               |               |
| 3    | 4    | 8. ledna 1995     | 29. ledna 1995    |               |               |
| 4    | 5    | 7. ledna 1996     | 4. února 1996     |               |               |
| 5    | 4    | 9. února 1997     | 2. března 1997    |               |               |
| 6    | 4    | 7. března 1999    | 28. března 1999   |               |               |
| 7    | 2    | 25. prosince 1999 | 1. ledna 2000     |               |               |
| 8    | 2    | 14. ledna 2001    | 15. ledna 2001    |               |               |
| 9    | 2    | 27. ledna 2002    | 28. ledna 2002    |               |               |
| 10   | 3    | 19. ledna 2003    | 14. září 2003     | vysíláno      | vysíláno      |
| 11   | 2    | 26. října 2003    | 22. února 2004    | vysíláno      | vysíláno      |
| 12   | 1    | 25. září 2005     | 25. září 2005     | vysíláno      | vysíláno      |
| 13   | 1    | 5. listopadu 2006 | 5. listopadu 2006 | vysíláno      | vysíláno      |
| 14   | 3    | 12. října 2008    | 26. října 2008    | vysíláno      | vysíláno      |
| 15   | 2    | 4. dubna 2010     | 5. dubna 2010     |               |               |

## Seznam dílů

### První řada (1992)
| Č. v seriálu | Č. v řadě | Původní název       | Český název | Režie          | Scénář          | Premiéra ve VB    | Premiéra v ČR |
| ------------ | --------- | ------------------- | ----------- | -------------- | --------------- | ----------------- | ------------- |
| 1            | 1         | Care and Protection |             | Richard Harris | Don Leaver      | 6. prosince 1992  |               |
| 2            | 2         | Not With Kindness   |             | Richard Harris | David Reynolds  | 13. prosince 1992 |               |
| 3            | 3         | Conclusions         |             | Richard Harris | Anthony Simmons | 20. prosince 1992 |               |

### Druhá řada (1994)
| Č. v seriálu | Č. v řadě | Původní název         | Český název | Režie               | Scénář         | Premiéra ve VB | Premiéra v ČR |
| ------------ | --------- | --------------------- | ----------- | ------------------- | -------------- | -------------- | ------------- |
| 4            | 1         | A Minority of One     |             | Christopher Russell | Roger Bamford  | 9. ledna 1994  |               |
| 5            | 2         | Widows and Orphans    |             | Richard Harris      | Roy Battersby  | 16. ledna 1994 |               |
| 6            | 3         | Nothing to Hide       |             | Richard Harris      | John Glenister | 23. ledna 1994 |               |
| 7            | 4         | Stranger in the House |             | Christopher Russell | Don Leaver     | 30. ledna 1994 |               |

### Třetí řada (1995)
| Č. v seriálu | Č. v řadě | Původní název      | Český název | Režie               | Scénář        | Premiéra ve VB | Premiéra v ČR |
| ------------ | --------- | ------------------ | ----------- | ------------------- | ------------- | -------------- | ------------- |
| 8            | 1         | Appropriate Adults |             | Michael Russell     | Herbert Wise  | 8. ledna 1995  |               |
| 9            | 2         | Quarry             |             | Christopher Russell | Roy Battersby | 15. ledna 1995 |               |
| 10           | 3         | Dead Male One      |             | Christopher Russell | Roger Bamford | 22. ledna 1995 |               |
| 11           | 4         | No Refuge          |             | Christopher Russell | Don Leaver    | 29. ledna 1995 |               |

### Čtvrtá řada (1996)
| Č. v seriálu | Č. v řadě | Původní název             | Český název | Režie               | Scénář          | Premiéra ve VB | Premiéra v ČR |
| ------------ | --------- | ------------------------- | ----------- | ------------------- | --------------- | -------------- | ------------- |
| 12           | 1         | Paying the Price          |             | Christopher Russell | Ross Devenish   | 7. ledna 1996  |               |
| 13           | 2         | Unknown Soldiers          |             | Michael Russell     | Adrian Shergold | 14. ledna 1996 |               |
| 14           | 3         | Fun Times for Swingers    |             | Robert Smith        | Peter Smith     | 21. ledna 1996 |               |
| 15           | 4         | The Things We Do for Love |             | Alma Cullen         | Adrian Shergold | 28. ledna 1996 |               |
| 16           | 5         | Deep Waters               |             | Christopher Russell | Don Leaver      | 4. února 1996  |               |

### Pátá řada (1997)
| Č. v seriálu | Č. v řadě | Původní název     | Český název | Režie            | Scénář           | Premiéra ve VB | Premiéra v ČR |
| ------------ | --------- | ----------------- | ----------- | ---------------- | ---------------- | -------------- | ------------- |
| 17           | 1         | Penny for the Guy |             | Malcolm Bradbury | Paul Seed        | 9. února 1997  |               |
| 18           | 2         | House Calls       |             | Malcolm Bradbury | Graham Theakston | 16. února 1997 |               |
| 19           | 3         | True Confessions  |             | Michael Russell  | Sandy Johnson    | 23. února 1997 |               |
| 20           | 4         | No Other Love     |             | Sian Orrells     | David Reynolds   | 2. března 1997 |               |

### Šestá řada (1999)
| Č. v seriálu | Č. v řadě | Původní název   | Český název | Režie             | Scénář          | Premiéra ve VB  | Premiéra v ČR |
| ------------ | --------- | --------------- | ----------- | ----------------- | --------------- | --------------- | ------------- |
| 21           | 1         | Appendix Man    |             | Malcolm Bradbury  | Sandy Johnson   | 7. března 1999  |               |
| 22           | 2         | One Man's Meat  |             | Michael Russell   | Alan Dossor     | 14. března 1999 |               |
| 23           | 3         | Private Lives   |             | Russell Gascoigne | David Reynolds  | 21. března 1999 |               |
| 24           | 4         | Keys to the Car |             | Malcolm Bradbury  | Adrian Shergold | 28. března 1999 |               |

### Sedmá řada (1999–2000)
| Č. v seriálu | Č. v řadě | Původní název         | Český název | Režie           | Scénář         | Premiéra ve VB    | Premiéra v ČR |
| ------------ | --------- | --------------------- | ----------- | --------------- | -------------- | ----------------- | ------------- |
| 25           | 1         | Line of Fire (Part 1) |             | Michael Russell | Robert Knights | 25. prosince 1999 |               |
| 26           | 2         | Line of Fire (Part 2) |             | Michael Russell | Robert Knights | 1. ledna 2000     |               |

### Osmá řada (2001)
| Č. v seriálu | Č. v řadě | Původní název                 | Český název | Režie        | Scénář        | Premiéra ve VB | Premiéra v ČR |
| ------------ | --------- | ----------------------------- | ----------- | ------------ | ------------- | -------------- | ------------- |
| 27           | 1         | Benefit of the Doubt (Part 1) |             | David Gilman | Roger Bamford | 14. ledna 2001 |               |
| 28           | 2         | Benefit of the Doubt (Part 2) |             | David Gilman | Roger Bamford | 15. ledna 2001 |               |

### Devátá řada (2002)
| Č. v seriálu | Č. v řadě | Původní název              | Český název | Režie        | Scénář        | Premiéra ve VB | Premiéra v ČR |
| ------------ | --------- | -------------------------- | ----------- | ------------ | ------------- | -------------- | ------------- |
| 29           | 1         | Mistaken Identity (Part 1) |             | David Gilman | Roger Bamford | 27. ledna 2002 |               |
| 30           | 2         | Mistaken Identity (Part 2) |             | David Gilman | Roger Bamford | 28. ledna 2002 |               |

### Desátá řada (2003)
| Č. v seriálu | Č. v řadě | Původní název    | Český název         | Režie           | Scénář        | Premiéra ve VB | Premiéra v ČR |
| ------------ | --------- | ---------------- | ------------------- | --------------- | ------------- | -------------- | ------------- |
| 31           | 1         | Hidden Truth     | Nepohodlná svědkyně | David Gilman    | Paul Harrison | 19. ledna 2003 | vysíláno      |
| 32           | 2         | Close Encounters | Blízká setkání      | Michael Russell | Paul Harrison | 3. března 2003 | vysíláno      |
| 33           | 3         | Held in Trust    | Malé oběti          | David Gilman    | Roger Bamford | 14. září 2003  | vysíláno      |

### Jedenáctá řada (2003–2004)
| Č. v seriálu | Č. v řadě | Původní název       | Český název     | Režie             | Scénář        | Premiéra ve VB | Premiéra v ČR |
| ------------ | --------- | ------------------- | --------------- | ----------------- | ------------- | -------------- | ------------- |
| 34           | 1         | Another Life        | Dvojí život     | David Gilman      | Roger Bamford | 26. října 2003 | vysíláno      |
| 35           | 2         | Dancing in the Dark | Tanec v temnotě | Christopher Blake | Roy Battersby | 22. února 2004 | vysíláno      |

### Dvanáctá řada (2005)
| Č. v seriálu | Původní název         | Český název    | Režie        | Scénář       | Premiéra ve VB | Premiéra v ČR |
| ------------ | --------------------- | -------------- | ------------ | ------------ | -------------- | ------------- |
| 36           | Near Death Experience | Smrti na dosah | David Gilman | Paul Jackson | 25. září 2005  | vysíláno      |

### Třináctá řada (2006)
| Č. v seriálu | Původní název      | Český název   | Režie             | Scénář        | Premiéra ve VB    | Premiéra v ČR |
| ------------ | ------------------ | ------------- | ----------------- | ------------- | ----------------- | ------------- |
| 37           | Endangered Species | Ohrožený druh | Christopher Blake | Roy Battersby | 5. listopadu 2006 | vysíláno      |

### Čtrnáctá řada (2008)
| Č. v seriálu | Č. v řadě | Původní název          | Český název      | Režie           | Scénář        | Premiéra ve VB | Premiéra v ČR |
| ------------ | --------- | ---------------------- | ---------------- | --------------- | ------------- | -------------- | ------------- |
| 38           | 1         | Mind Games             | Krutý omyl       | Michael Russell | Paul Harrison | 12. října 2008 | vysíláno      |
| 39           | 2         | Dead End               | Slepá ulička     | David Gilman    | Roger Bamford | 19. října 2008 | vysíláno      |
| 40           | 3         | In the Public Interest | Vražda na úrovni | Thomas Ellice   | Paul Harrison | 26. října 2008 | vysíláno      |

### Patnáctá řada (2010)
| Č. v seriálu | Č. v řadě | Původní název             | Český název | Režie           | Scénář        | Premiéra ve VB | Premiéra v ČR |
| ------------ | --------- | ------------------------- | ----------- | --------------- | ------------- | -------------- | ------------- |
| 41           | 1         | If Dogs Run Free (Part 1) |             | Michael Russell | Paul Harrison | 4. října 2010  |               |
| 42           | 2         | If Dogs Run Free (Part 2) |             | Michael Russell | Paul Harrison | 5. října 2010  |               |